# Mount Burrill, Antarktis
Mount Burrill är ett berg i Antarktis. Det ligger i Östantarktis. Nya Zeeland gör anspråk på området. Toppen på Mount Burrill är 2 310 meter över havet, eller 131 meter över den omgivande terrängen. Bredden vid basen är 1,3 km.
Terrängen runt Mount Burrill är bergig österut, men västerut är den kuperad. Trakten är obefolkad. Det finns inga samhällen i närheten. 